# 萨米亚·奥马尔
萨米亚·优素福·奥马尔（阿拉伯语：‎，1991年3月25日—2012年4月2日）是一名索马里女子短跑运动员。
萨米亚·奥马尔出生于索马里一个少数族群的贫困家庭，曾代表索马里参加了2008年北京奥运会，在女子200米预赛中尽管成绩位列最后一名，但是她赢得到了全场观众热烈的掌声。
2012年4月，萨米亚在偷渡意大利途中不幸遇难。

## 外部連結
- 萨米亚·奥马尔在的頁面